# Arriach
Arriach ist eine Gemeinde mit 1333 Einwohnern (Stand 1. Jänner 2025) im Bezirk Villach-Land im österreichischen Bundesland Kärnten.
Arriach ist gesetzlich anerkannter Luftkurort.

## Geographie
Arriach liegt an den südöstlichen Ausläufern der sogenannten Nockregion der Gurktaler Alpen in einem Tal zwischen Wöllaner Nock (2145 m) im Norden und Gerlitzen (1909 m) im Süden. Etwa 20 km südlich von Arriach liegt Villach, rund 24 km in östlicher Richtung Feldkirchen.

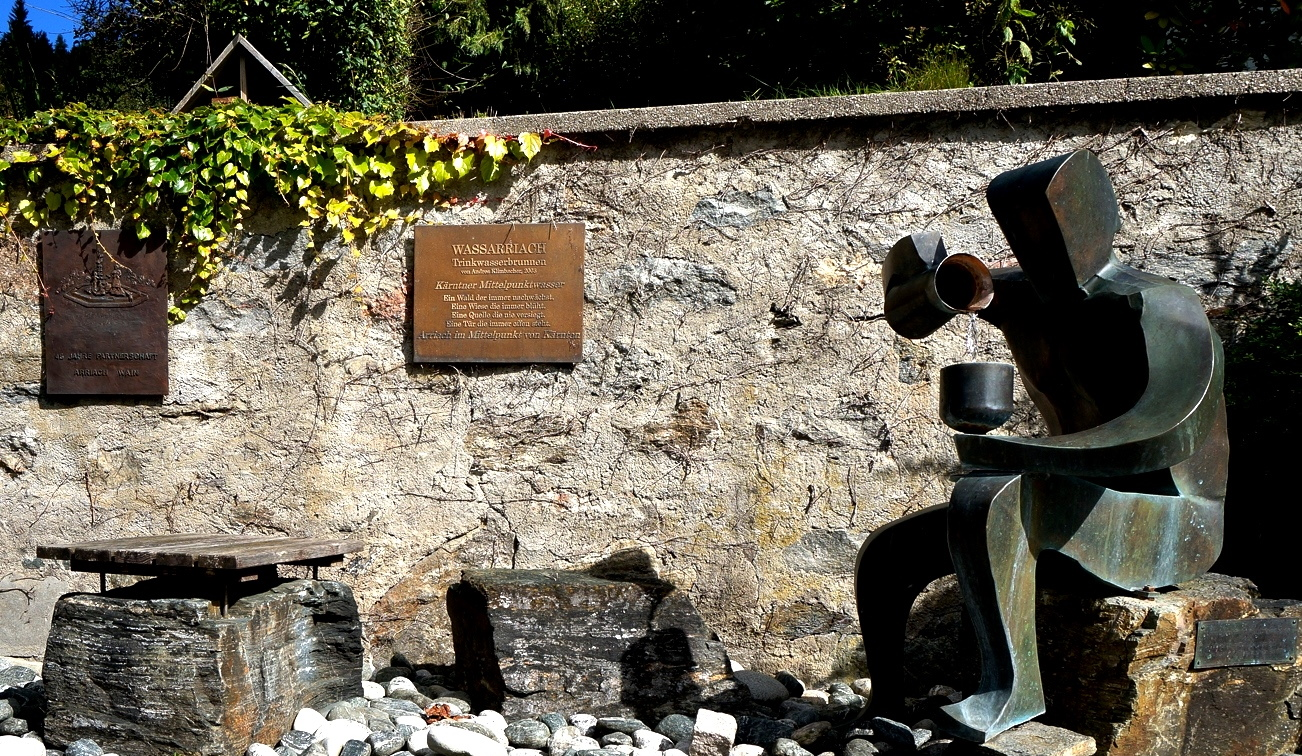
Mittelpunktwasser in Arriach

Im Gemeindegebiet von Arriach liegt der geographische Mittelpunkt des Bundeslandes Kärnten.

### Gemeindegliederung

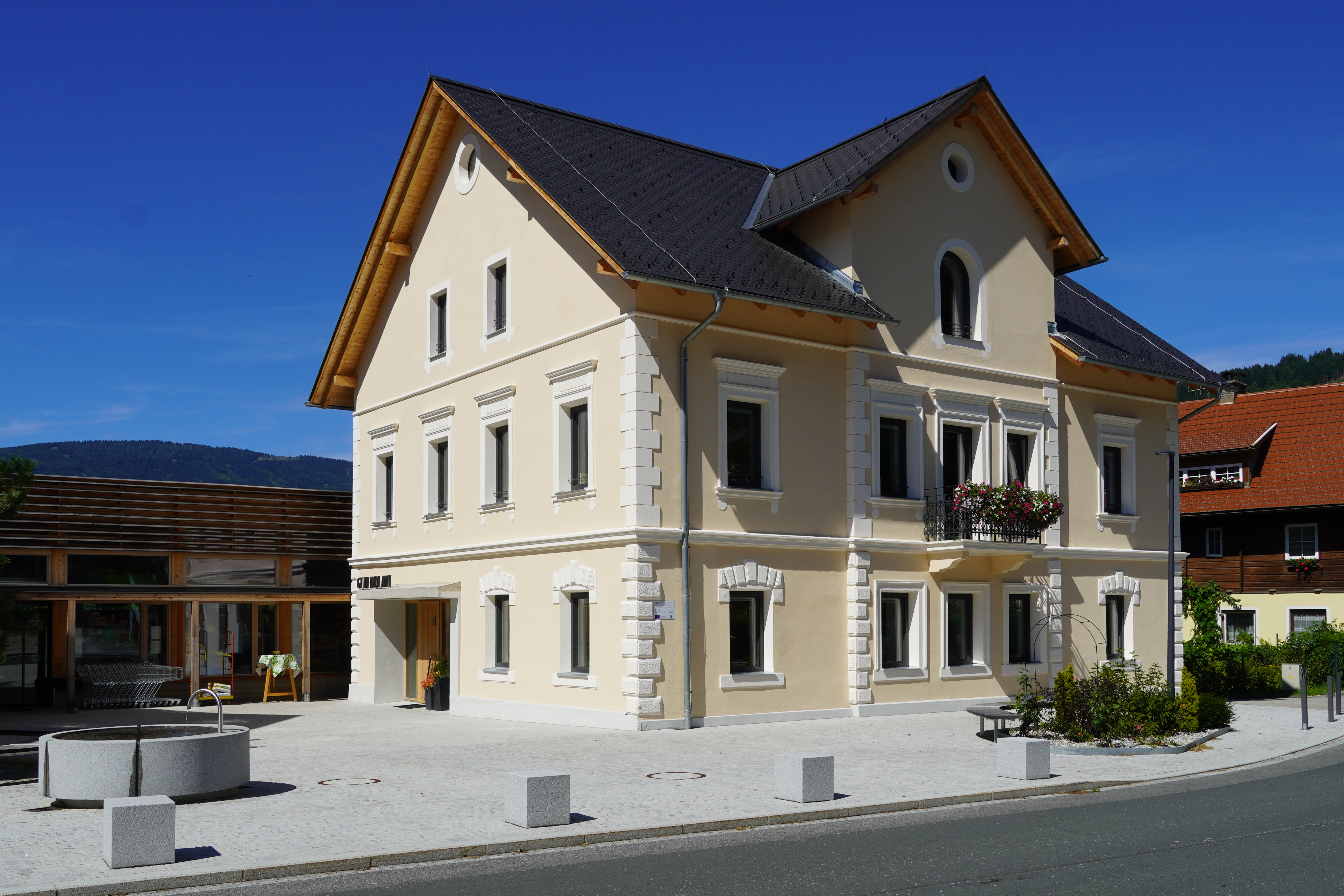
Gemeindeamt Arriach (seit Juni 2021)

Die Gemeinde Arriach ist in die vier Katastralgemeinden Innere Teuchen, Laastadt, Arriach und Sauerwald gegliedert. Das Gemeindegebiet umfasst folgende 14 Ortschaften (in Klammern Einwohnerzahl Stand 1. Jänner 2025):
- Arriach (372)
- Berg ob Arriach (40)
- Dreihofen (50)
- Hinterbuchholz (19)
- Hinterwinkl (91)
- Hundsdorf (149)
- Innerteuchen (91)
- Laastadt (173)
- Oberwöllan (58)
- Sauboden (114)
- Sauerwald (21)
- Stadt (35)
- Unterwöllan (80)
- Vorderwinkl (40)

### Nachbargemeinden
| Bad Kleinkirchheim | Reichenau                                   | Gnesau     |
| Afritz am See      | Kompassrose, die auf Nachbargemeinden zeigt | Himmelberg |
|                    | Treffen                                     | Steindorf  |

## Geschichte
Arriach wurde im Jahr 1207 als Ovriach zum ersten Mal urkundlich erwähnt, die erste Besiedelung dürfte jedoch schon um das Jahr 1000 erfolgt sein.
Im Jahr 1850 schlossen sich die Steuer- und Katastralgemeinden Arriach und Laastadt zur Gemeinde Arriach zusammen. Die Ortschaften Sauerwald und Hinterbuchholz spalteten sich 1898 von der Gemeinde Treffen ab und wurden dem Arriacher Gemeindegebiet hinzugefügt. Innerteuchen gehörte zunächst zur Gemeinde Himmelberg und kam im Jahr 1920 zu Arriach.

### Hochwasser 2022
In der Nacht auf 29. Juni 2022 kam es im Gebiet um Arriach nach einem Starkregenereignis mit enormen Regenmengen zu massiven Überschwemmungen.
Im Juli 2022 kam es ein zweites Mal zu Überschwemmung und Vermurung, wobei das Kleinwasserkraftwerk aus etwa 1922 im Ort zerstört wurde.
Im November 2023 war Spatenstich für den Neubau. Das von Klagenfurt aus ferngesteuerte Schaltwerk ging 2024 in Betrieb, Das neue Kraftwerk soll Sommer 2025 in Betrieb gehen.

### Staatsbürgerschaft, Religion
Nach der Volkszählung 2001 hatte die Gemeinde Arriach 1.562 Einwohner, davon 97,6 % österreichische und 1,2 % deutsche Staatsbürger.
Zur evangelischen Kirche bekannten sich 68,8 % der Gemeindebevölkerung, zur römisch-katholischen Kirche 26,0 %. Als konfessionslos bezeichneten sich 3,2 %. Arriach ist damit die Gemeinde Kärntens mit dem zweithöchsten Anteil an evangelischen Gläubigen.

### Bevölkerungsentwicklung
| Arriach: Einwohnerzahlen von 1869 bis 2024          | Arriach: Einwohnerzahlen von 1869 bis 2024 | Arriach: Einwohnerzahlen von 1869 bis 2024 | Arriach: Einwohnerzahlen von 1869 bis 2024 | Arriach: Einwohnerzahlen von 1869 bis 2024 |
| --------------------------------------------------- | ------------------------------------------ | ------------------------------------------ | ------------------------------------------ | ------------------------------------------ |
| Jahr                                                |                                            |                                            |                                            | Einwohner                                  |
| 1869                                                | 1869                                       |                                            | 1.396                                      | 1.396                                      |
| 1880                                                | 1880                                       |                                            | 1.293                                      | 1.293                                      |
| 1890                                                | 1890                                       |                                            | 1.402                                      | 1.402                                      |
| 1900                                                | 1900                                       |                                            | 1.347                                      | 1.347                                      |
| 1910                                                | 1910                                       |                                            | 1.461                                      | 1.461                                      |
| 1923                                                | 1923                                       |                                            | 1.451                                      | 1.451                                      |
| 1934                                                | 1934                                       |                                            | 1.576                                      | 1.576                                      |
| 1939                                                | 1939                                       |                                            | 1.507                                      | 1.507                                      |
| 1951                                                | 1951                                       |                                            | 1.595                                      | 1.595                                      |
| 1961                                                | 1961                                       |                                            | 1.563                                      | 1.563                                      |
| 1971                                                | 1971                                       |                                            | 1.586                                      | 1.586                                      |
| 1981                                                | 1981                                       |                                            | 1.562                                      | 1.562                                      |
| 1991                                                | 1991                                       |                                            | 1.561                                      | 1.561                                      |
| 2001                                                | 2001                                       |                                            | 1.554                                      | 1.554                                      |
| 2011                                                | 2011                                       |                                            | 1.417                                      | 1.417                                      |
| 2021                                                | 2021                                       |                                            | 1.322                                      | 1.322                                      |
| 2024                                                | 2024                                       |                                            | 1.341                                      | 1.341                                      |
| Quelle(n): Statistik Austria, Gebietsstand 1.1.2021 |                                            |                                            |                                            |                                            |

## Kultur und Sehenswürdigkeiten
- Die Vier-Evangelisten-Kirche ist die größte evangelische Kirche Kärntens. Sie wurde an der Stelle eines seit 1783 bestehenden und 1785 geweihten Bethauses in den Jahren 1903 bis 1907 in neugotischem Stil errichtet.
- Die katholische Pfarrkirche St. Philipp und St. Jakob befindet sich auf einem Hügel am südlichen Ortsausgang von Arriach. An der Stelle des ursprünglich romanischen Bauwerks, im Jahr 1207 erstmals urkundlich erwähnt, wurde 1414 eine neue Kirche errichtet, die 1690 durch ein Erdbeben zerstört und anschließend bis 1694 wieder neu aufgebaut wurde.
- Filialkirche Oberwöllan
- Klösterle in Innerteuchen

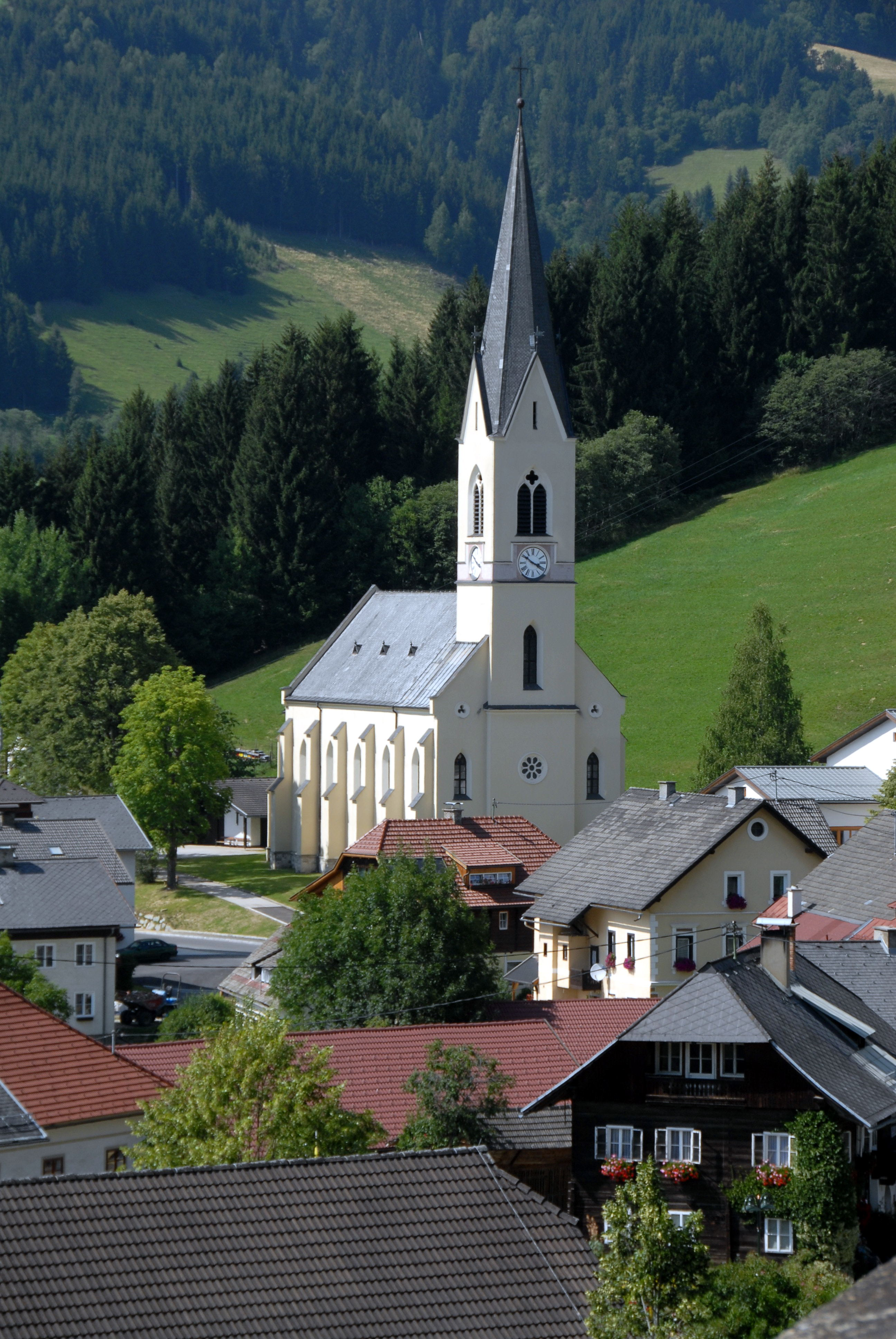
Evangelische Kirche
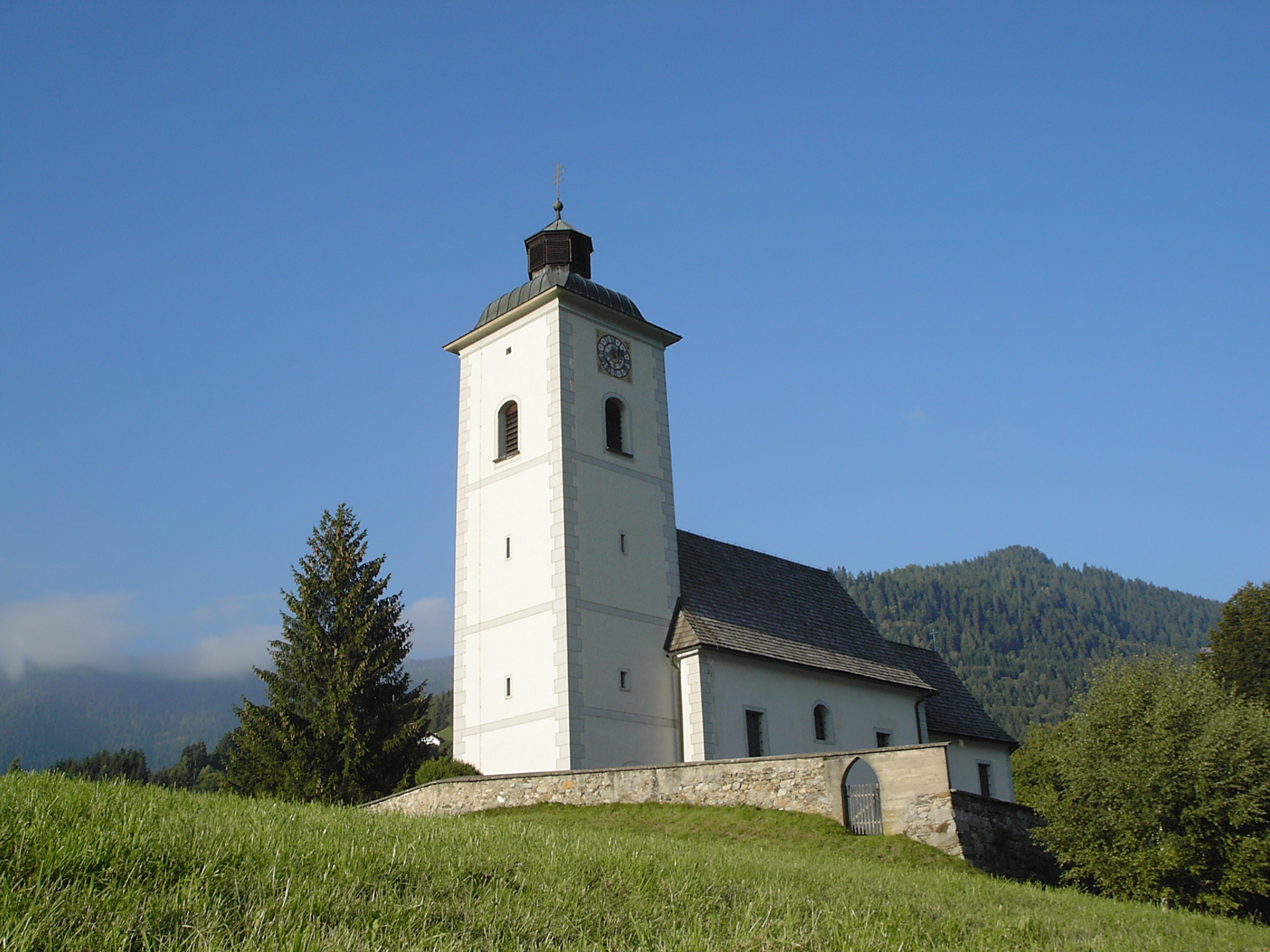
Katholische Pfarrkirche St. Philipp und St. Jakob
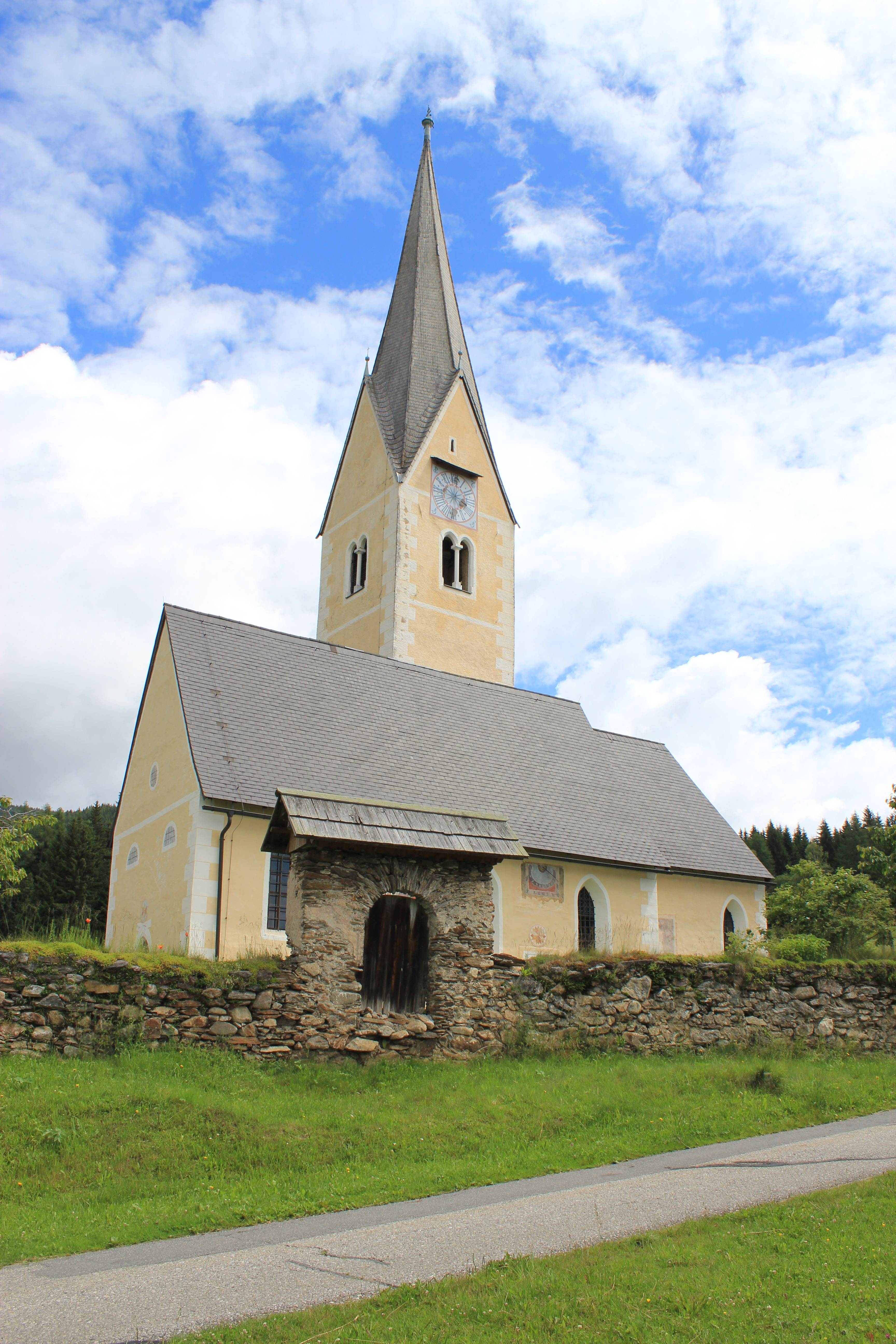
Peter-und-Paul-Kirche in Oberwöllan
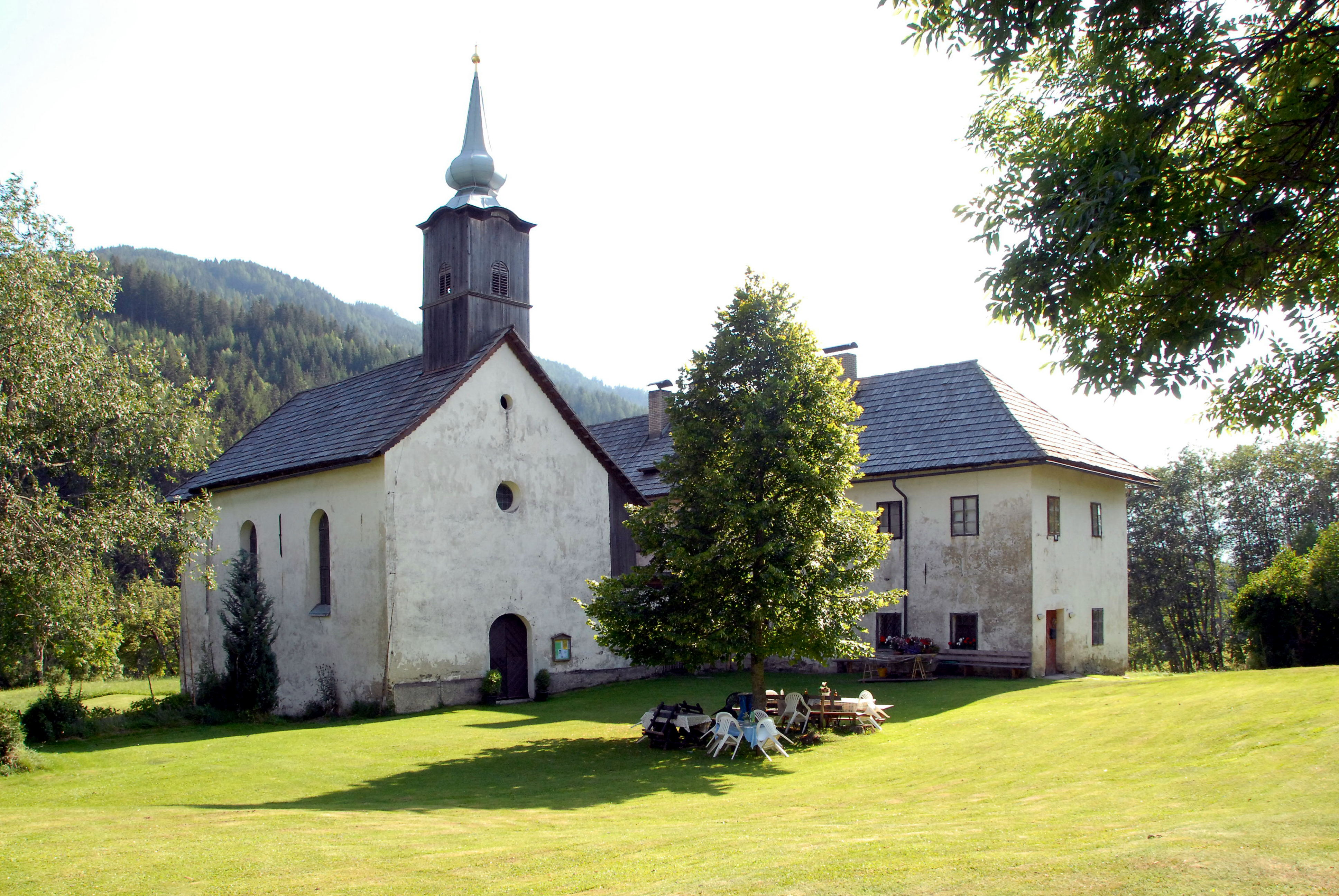
Klösterle in Innerteuchen

Die Gemeinde ist Mitglied der Kärntner Holzstraße und weist eine variantenreiche Palette an gut erhaltenen Holzhäusern im traditionellen Stil auf. Man ist bemüht, die alte Bauweise für die Nachwelt zu erhalten.

## Wirtschaft und Infrastruktur
Traditionell war im heutigen Gemeindegebiet die Viehzucht vorherrschend, heute spielt der Tourismus eine bedeutende wirtschaftliche Rolle. Der Großteil der in Arriach ansässigen Erwerbstätigen pendelt jedoch aus, insbesondere nach Villach.
Laut Arbeitsstättenzählung 2001 gab es in Arriach 48 Arbeitsstätten mit 178 Beschäftigten in der Gemeinde sowie 440 Auspendler und 69 Einpendler.
Durch die Gemeinde führt mit dem Salzsteigweg ein österreichischer Weitwanderweg.

## Politik

### Gemeinderat
Der Gemeinderat von Arriach hat 15 Mitglieder.
- Nach der Gemeinderatswahl 2015 setzte er sich wie folgt zusammen: 9 FPÖ, 4 SPÖ und 2 ÖVP.[8]
- Nach der Gemeinderatswahl 2021 setzt er sich wie folgt zusammen: 8 FPÖ, 4 SPÖ und 3 ÖVP.[9]

### Bürgermeister
- 1991–2015 Karl Gerfried Müller (SPÖ)
- seit 2015 Gerald Ebner (FPÖ)[10]

### Wappen
Das Arriacher Wappen spiegelt mit dem Weinkelch als Symbol für das Abendmahl sowie dem Christusmonogramm und der Lutherrose den vergleichsweise hohen Anteil von Menschen mit protestantischem Glaubensbekenntnis wider. Wappen und Fahne wurden der Gemeinde am 19. Mai 1971 verliehen.
Die Blasonierung des Wappens lautet:
„In grünem Schild ein goldener Abendmahlskelch, dessen untere Schalenhälfte mit Alpenblumen dekoriert ist, vorn von einem goldenen Christusmonogramm und hinten von einer goldenen Lutherrose beseitet, die aus fünf Herzblättern gebildet wird und in ihrem herzförmigen Kelch ein schwarzes lateinisches Kreuz enthält.“
Die Fahne ist Grün-Gelb mit eingearbeitetem Wappen.

### Partnergemeinde
Seit 1972 besteht eine Partnerschaft mit Wain in Baden-Württemberg. Nach Wain waren ab 1651 circa 300 Protestanten aus Arriach vor der Gegenreformation geflüchtet.

## Persönlichkeiten

### Söhne und Töchter der Gemeinde
- Alois Dragaschnig (1924–2014), Jurist
- Johann Maier (1933–2019), Judaist, Historiker und Theologe und Professor an der Universität zu Köln

### Mit der Gemeinde verbundene Persönlichkeiten
- Nadine Fest (* 1998), Skirennläuferin
- Josef Winkler (1826–1903), evangelisch-lutherischer Theologe, Pfarrer von Arriach 1859–1903[13]